# 김광림 (정치인)
김광림(金光琳, 1948년 4월 28일 ~ )은 대한민국의 정치인이다. 제18·19·20대 국회의원, 제10대 재정경제부 차관이다.

## 학력
- 1961년 : 안동국민학교 졸업
- 1964년 : 안동중학교 졸업
- 1967년 : 한국생명과학고등학교 졸업
- 1971년 : 영남대학교 경제학 학사
- 1978년 : 서울대학교 행정대학원 행정학 석사
- 1981년 : 하버드 케네디 스쿨 행정학 석사
- 1985년 : 경희대학교 행정대학원 행정학 박사

## 경력
- 1973 : 제14회 행정고등고시 합격
- 1991.04 : 경제기획원 예산정책과장
- 1992.04 : 경제기획원 예산총괄과장
- 1994.01 : 대통령비서실 기획조정비서관
- 1997.01 ~ 1998.03 : 경제기획원 행정방위예산심의관
- 재정경제부 감사관
- 재정경제원 공보관
- 1998.03 ~ 2000.02 : 기획예산처 재정기획국장
- 2000.02 ~ 2002.02 : 국회 예산결산특별위원회 수석전문위원
- 계명대학교 겸임교수
- 2002.02 ~ 2003.03 : 제16대 특허청장
- 2003.03 ~ 2005.05 : 제10대 재정경제부 차관
- 2003.05: 남북경제협력추진위원회 수석대표
- 2005.09 : 영남대학교 석좌교수
- 2006.09 : 제5대 세명대학교 총장
- 2008년 4월 9일 : 대한민국 제18대 국회의원 선거 당선(경북 안동시, 무소속, 초선)
- 2008.~2012. : 한나라당 경상북도당 안동시 당원협의회 위원장
- 2011.10 ~ 2014.10 : 제16대 한국발명진흥회 회장
- 2011.12 ~ 2013.05 : 제16대 여의도연구원 소장
- 2012.02 ~ 2017.02 : 새누리당 경상북도당 안동시 당원협의회 위원장
- 2012년 4월 11일: 대한민국 제19대 국회의원 선거 당선(경북 안동시, 새누리당, 재선)
- 세계결핵제로운동본부 이사장
- 2016년 4월 13일: 대한민국 제20대 국회의원 선거 당선(경북 안동시, 새누리당, 3선)
- 2017.02 ~ 2018.02 : 자유한국당 경상북도당 안동시 당원협의회 위원장
- 2017.07 ~ : 한일의원연맹 간사장
- 2018.05 ~ 2018.06 : 제7회 전국동시지방선거 자유한국당 이철우 경상북도지사 후보 선거대책위원회 공동선대위원장
- 2018.12 ~ 2020.02 : 자유한국당 경상북도당 안동시 당원협의회 위원장
- 2018.12 : 자유한국당 소득주도성장 폐기와 경제 활력 되살리기 특별위원회 위원장
- 2019.03 ~ 2019.05 : 자유한국당 文정권 경제실정백서특별위원회 위원장
- 2019.06 ~ 2019.09 : 자유한국당 2020 경제대전환 위원회 위원장
- 2019.07 : 자유한국당 日수출규제 대책 특별위원회 부위원장
- 2019.10 : 자유한국당 재정위원회 고문
- 2020.02 ~ 2020.05 : 미래통합당 경상북도당 안동시 당원협의회 위원장
- 2020.03 ~ 2020.04 : 제21대 국회의원 선거 미래통합당 중앙선거대책위원회 대구·경북권역 선대위원장
- 2020.05 ~ 2024.08: 퇴계학연구원 이사장
- 2021.02 ~ 2021.11 : 국회 국민통합위원회 경제분과위원장
- 대한민국헌정회 고문
- 2024.07 ~ : 제27대 새마을운동중앙회 회장

## 제18대 국회
- 2008년 5월 30일 ~ 2012년 5월 29일 : 제18대 국회의원 (경북 안동시, 무소속→한나라당→새누리당, 초선)
- 제18대 국회 운영위원회 위원
- 한나라당 정책조정위원장(경제･예산･금융 총괄)
- 제18대 국회 예산결산특별위원회 간사
- 한나라당 원내부대표

## 제19대 국회
- 2012년 5월 30일 ~ 2016년 5월 29일 : 제19대 국회의원 (경북 안동시, 새누리당, 재선)
- 제19대 국회 전반기 기획재정위원회 위원
- 제19대 국회 전반기 예산결산특별위원회 간사
- 제19대 국회 후반기 정보위원회 위원장
- 새누리당 정책위원회 부의장
- 새누리당 정책위원회 의장
- 새누리당 혁신비상대책위원회 위원

## 제20대 국회
- 2016년 5월 30일 ~ 2020년 5월 29일 : 제20대 국회의원 (경북 안동시, 새누리당→자유한국당→미래통합당, 3선)
- 제20대 국회 전반기 기획재정위원회 위원
- 제20대 국회 예산결산특별위원회 위원
- 자유한국당 정책위원회 수석부의장
- 자유한국당 정책위원회 의장 (직무대행)
- 자유한국당 정책위원회 의장
- 제20대 국회 후반기 기획재정위원회 위원
- 자유한국당 최고위원
- 미래통합당 최고위원

## 역대 선거 결과
|  | 49.68% |

|  | 82.49% |

|  | 68.66% |

## 소속 정당
| 소속 정당 | 소속 정당  | 소속 기간 | 비고           |
| --------- | ---------- | --------- | -------------- |
|           | 무소속     | 2008      | 정계 입문      |
|           | 한나라당   | 2008~2012 | 입당           |
|           | 새누리당   | 2012~2017 | 당명 변경      |
|           | 자유한국당 | 2017~2020 | 당명 변경      |
|           | 미래통합당 | 2020      | 합당 정계 은퇴 |
|           | 국민의힘   | 2020~현재 | 당명 변경      |

## 같이 보기
- 안동시 (2000년 선거구)
- 안동시의 국회의원
- 대한민국의 특허청장
- 대한민국의 기획재정부 차관